# Супергеройський комікс

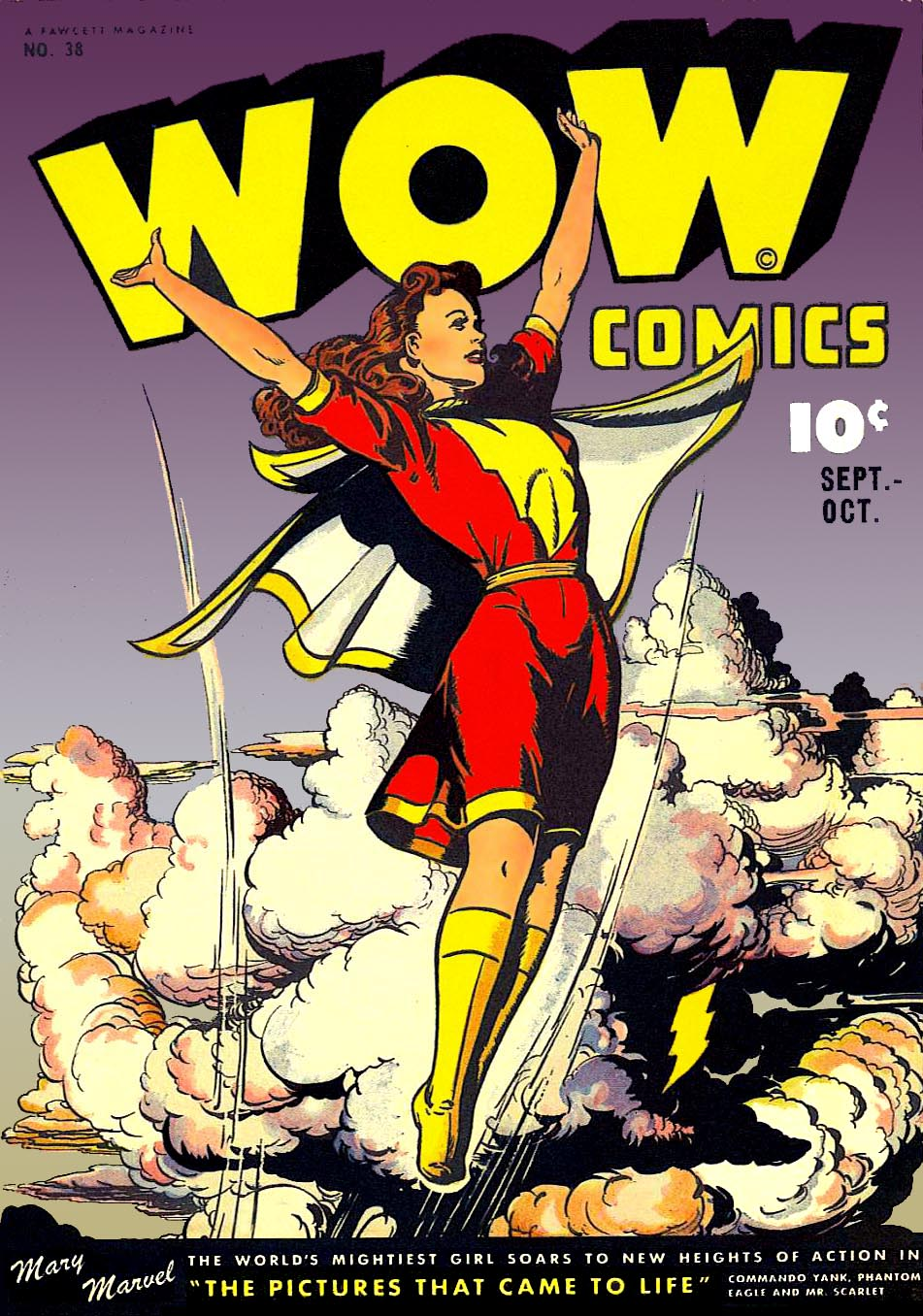
Обкладинка антології коміксів «Wow Comics» № 38, 1941

Супергеройський комікс — один із найпоширеніших жанрів американських коміксів. Набув популярності в 1930-х роках і став надзвичайно популярним у 1940-х роках і залишається домінуючою формою коміксів у Північній Америці з 1960-х років. Розповідається у них про супергероїв і всесвіти, де живуть вони.
Починаючи з появи Супермена в 1938 році в коміксі «Action Comics» #1 — антології пригодницьких коміксів — комікси, присвячені супергероям (людям з надзвичайними або надлюдськими здібностями та навичками, або богоподібними здібностями й атрибутами), стали дуже популярними. Це збігається з початком Другої світової війни й закінченнями Великої депресії.

## Історія

### Передумови
У форматі коміксів надпотужні герої, одягнені в костюми, такі як Моряк Попай і Привид, з'являлися в газетних коміксах за кілька років до Супермена. Детектив у масці, Годинник, уперше з'явився в коміксі «Смішні сторінки» #6 (листопад 1936).

### Золота доба (1938—1950)
У період Великої депресії та Другої світової війни з'явилися перші комікси про супергероїв, найпопулярнішими були з яких були Супермен, Бетмен, Капітан Марвел, Диво-жінка та Капітан Америка.

### Спад популярності
Після Другої світової війни популярність коміксів про супергероїв поступово знизилася, їх продажам частково завадили публікація «Зваблення невинних» і розслідування слухань сенатського підкомітету щодо злочинності неповнолітніх. До 1954 року лише три супергерої мали власні серії коміксів; Супермен, Бетмен і Диво-жінка.

### Срібне століття (1956—1970)
Починаючи з 1950-х років, видавництво DC Comics почало публікувати дещо змінені версії своїх супергероїв 1940-х років, наприклад, як Флеш і Зелений ліхтар.
Marvel Comics наслідували приклад DC у 1960-х роках, представивши таких персонажів, як Людина-павук, Фантастична четвірка, Галк, Тор, Люди Ікс та Залізна людина, в яких були складніші особистості, вони мали більш драматичний потенціал.

### Бронзове століття (1970—1985)
Супергеройські комікси у Бронзовому столітті стали набагато більш політизованими та розглядали соціальні проблеми. Наприклад: обмежена серія «Green Lantern/Green Arrow» Денніса О'Ніла та Ніла Адамса; сюжетна арка Капітана Америки про політичне розчарування супергероя Стівена Енглхарта.
Згодом це було замінено складнішою за характером серією «Uncanny X-Men» Кріса Клермонт і Джона Бірна для Marvel Comics та «New Teen Titans» для DC Comics.
Антигерої стали популярними завдяки появі Карателя, Росомахи, Примарного вершника та відродженню Шибайголови 1980-х років Френком Міллером.

### Сучасне століття (з 1985)
Комікси про супергероїв стали темнішими за настроєм з виданням знакових деконструктивних робіт, таких як «Watchmen» і «The Dark Knight Returns». З кінця 1980-х до початку 1990-х років з'явилися нові успішні персонажі, включаючи Черепашок-ніндзя та антигероя Спауна. Мінісерія коміксів «Kingdom Come» поклала край популярності антигероя і натомість заохочувала до реконструкції жанру з персонажами супергероїв, які намагалися поєднати художню та літературну витонченість з ідеалізмом.